# NGC 7181
NGC 7181 (другие обозначения — PGC 67859, ZWG 377.14, NPM1G -02.0476) — линзообразная галактика (S0) в созвездии Водолей.
Этот объект входит в число перечисленных в оригинальной редакции «Нового общего каталога».